# Dubová (Prešov)
Dubová (in ungherese Cseres) è un comune della Slovacchia facente parte del distretto di Svidník, nella regione di Prešov.